# ダイ・マミー・ダイ
『ダイ・マミー・ダイ』（英: Die, Mommie, Die!）は、2003年に製作されたアメリカ合衆国の映画。
日本では、2004年7月15日に第13回東京国際レズビアン&ゲイ映画祭にて上映された。

## キャスト
- アンジェラ：チャールズ・ブッシュ
- トニー：ジェイソン・プリーストリー
- エディス：ナターシャ・リオン
- ソル：フィリップ・ベイカー・ホール
- フランセス・コンロイ
- アンジェラ・ペイトン